# Завада (гміна Мстув)
Завада (пол. Zawada) — село в Польщі, у гміні Мстув Ченстоховського повіту Сілезького воєводства.
Населення — 671 особа (2011).
У 1975-1998 роках село належало до Ченстоховського воєводства.

## Демографія
Демографічна структура станом на 31 березня 2011 року:
|          | Загалом | Допрацездатний вік | Працездатний вік | Постпрацездатний вік |
| -------- | ------- | ------------------ | ---------------- | -------------------- |
| Чоловіки | 334     | 70                 | 221              | 43                   |
| Жінки    | 337     | 71                 | 196              | 70                   |
| Разом    | 671     | 141                | 417              | 113                  |